# Ansonia (Connecticut)
Ansonia é uma cidade localizada no estado americano de Connecticut, no Condado de New Haven.

## Demografia
Segundo o censo americano de 2000, a sua população era de 18.554 habitantes. 
Em 2006, foi estimada uma população de 18.614, um aumento de 60 (0.3%).

## Geografia
De acordo com o United States Census Bureau tem uma área de 
16,0 km², dos quais 15,6 km² cobertos por terra e 0,4 km² cobertos por água. Ansonia localiza-se a aproximadamente 68 m acima do nível do mar.

## Localidades na vizinhança
O diagrama seguinte representa as localidades num raio de 16 km ao redor de Ansonia. 